# John Lindsay, XVII conte di Crawford
John Lindsay, XVII conte di Crawford (1596 – Struthers, 1678), è stato un politico scozzese.
Fiero covenanter, nel 1644 partecipò alla battaglia di Marston Moor, divenendo poi tesoriere di Scozia. Fu inoltre reinvestito del titolo di conte di Crawford, tolto alla famiglia pochi anni prima a causa di cattivi rapporti con Carlo I d'Inghilterra.
Dopo la battaglia di Kilsyth, divenne fedele al re, ma fu imprigionato dalle teste rotonde a Windsor fino al 1660.